# Vajda László (botanikus)
Vajda László (Budapest, 1890. június 28. – Budapest, 1986. november 2.) magyar botanikus, növényfényképész.
Botanikai szakmunkákban nevének rövidítése: „Vajda”.

## Élete
Miután végzett a középiskolával, banktisztviselőként kezdett el dolgozni, majd 1913-ban az Eperjes melletti Sóváron (ma Eperjes városrésze) munkálkodott. Itt kezdett el a növények gyűjtésével és fényképezésével foglalkozni. Az első világháborút követően Budapestre költözött át. Tovább szaporította növénygyűjteményét, ekkor már Jávorka Sándor segítségével. Igen nagy értéket képviselő fényképanyagának egy részét unokatestvérével, Vajda Ernővel együtt adták ki 1969-től. A Természettudományi Társaság Botanikai Szakosztályában a kezdetekben csak fényképeit vetítette le, később florisztikai eredményeivel kapcsolatban is adott elő 1936-tól. 1952-ben nyugdíjba vonult. Élete végéig a Magyar Természettudományi Múzeum Növénytárában munkálkodott.

## Díjai, kitüntetései
- 1985: Pro Natura díj

## Művei
Fontosabb munkái a következők:
- Flora photographica Hungariae, Vajda Ernővel sorozat- füzetekben (Budapest, 1931)
- Orbán Sándor-Vajda László: Magyarország mohaflórájának kézikönyve (Budapest, 1983)
- Flora photographica Carpato-Pannonica (Budapest, 1984)